# Liste der Naturdenkmäler im Bezirk Innsbruck-Land
Die Liste der Naturdenkmäler im Bezirk Innsbruck-Land listet alle als Naturdenkmal ausgewiesenen Objekte im Bezirk Innsbruck-Land im Bundesland Tirol auf. Unter den 63 bestehenden Naturdenkmälern befinden sich 47 Bäume oder Baumgruppen, 14 Gewässer, eine Felsformation und ein Alpenrosenvorkommen. Die Gemeinde Volders weist mit elf Naturdenkmälern die höchste Denkmalzahl im Bezirk auf.

## Naturdenkmäler
| Foto |                 | Name                                                                                              | ID      | Standort                                                                | Beschreibung | Fläche | Datum |
| ---- | --------------- | ------------------------------------------------------------------------------------------------- | ------- | ----------------------------------------------------------------------- | --- | ------ | ----- |
| 1    | Datei hochladen | Buchengruppe im Halltal                                                                           | ND_3_43 | Absam KG: Absam Standort                                                | Die geschützten Buchen sind Teil des Talwaldes im Halltal. |        | 1942  |
| 1    | Datei hochladen | Eiche auf dem Melanser Hügel                                                                      | ND_3_56 | Absam KG: Absam GrStNr: 1520/4 Standort                                 | Die riesige Stieleiche mit mächtigen Ästen steht weithin sichtbar an der Ostseite des Melanser Hügels, umgeben von weiteren alte Eichen, Ahornen, Bergulmen, Robinien und Fichten. |        | 1949  |
| 1    | Datei hochladen | Eichenbaum in Eichat                                                                              | ND_3_21 | Absam KG: Absam Standort                                                | Die schlank gewachsene, alte Stieleiche steht neben einem Bauernhaus an der Salzbergstraße. |        | 1931  |
| 0 BW | Datei hochladen | Drei Kandelaberzirben                                                                             | ND_3_86 | Aldrans GrStNr: 1661 Standort                                           | Die drei Zirben befinden sich unterhalb des Zirbenweges im Bereich des Bürstlingbodens auf rund 1940 m Seehöhe. Das Alter der Zirben wird auf 300 bis 350 Jahre geschätzt, wobei die Zirben rund 16 bis 19 Meter hoch sind. |        | 1997  |
| 0 BW | Datei hochladen | Eiche                                                                                             | ND_3_95 | Aldrans KG: Aldrans Standort                                            | Die mächtige Stieleiche steht frei in landwirtschaftlich genutzten Wiesenflächen oberhalb von Rans am Wirtschaftsweg nach Sistrans und weist eine typische, nach oben auseinanderstrebende Wuchsform auf. Sie hatte zum Zeitpunkt der Unterschutzstellung eine Höhe von über 20 m, einen Kronendurchmesser von rund 23 m und einen Stammdurchmesser in Brusthöhe von über 1,20 m. |        | 2023  |
| 1    | Datei hochladen | Eibe vor dem Eingang des Schlosses Wohlgemutsheim                                                 | ND_3_16 | Baumkirchen Standort                                                    | Die alte Eibe steht neben dem Eingangstor des Schlosses Wohlgemutsheim. Ihr mittelstarker Stamm verzweigt sich mehrfach, die Krone ragt über das Vordach des Hauses. |        | 1930  |
| 1    | Datei hochladen | Lindenbaum bei der Barockkapelle                                                                  | ND_3_04 | Baumkirchen Standort                                                    | Die sehr alte Winterlinde steht auf einem Hügelrücken östlich der Annakapelle. Der Baum ist rund 15 m hoch, der 7 m hohe Hauptstamm hat an der Basis einen Umfang von 5 m. Er ist vom Alter gezeichnet und mehrfach durchlöchert, ein dicker Seitenstamm und mehrere kleinere Äste ragen aus dem Hauptstamm heraus. Das Alter der Linde ist schwer abzuschätzen, vermutlich handelt es sich um die älteste unter Schutz stehende Linde in Tirol. Sie wurde 1927 zum Naturdenkmal erklärt und ist damit eine der ältesten noch bestehenden Unterschutzstellungen in Tirol. |        | 1927  |
| 1    | Datei hochladen | Sechs Ahornbäume nächst dem Gasthaus Speckbacher                                                  | ND_3_52 | Gnadenwald, Gnadenwald 2 Standort                                       | Die großen Bergahorne stehen in einer Reihe an der Straße gegenüber dem Gasthaus Speckbacher am Rand einer Mahdwiese vor der Kirche St. Martin. |        | 1946  |
| 1    | Datei hochladen | Linden und Zirbelkiefern bei der Kirche und dem Kloster St. Martin in Ausserwald                  | ND_3_05 | Gnadenwald, Gnadenwald 2 KG: Gnadenwald GrStNr: 4 Standort              | Das Naturdenkmal umfasst drei Linden und ursprünglich fünf Zirben, von denen nur noch ein alter Baum vorhanden ist. Von den drei Linden fällt eine hohe Sommerlinde mit ihrer breiten Krone besonders auf. |        | 1928  |
| 1    | Datei hochladen | Gitterbuche                                                                                       | ND_3_29 | Gnadenwald, Gnadenwald 8, südöstlich KG: Gnadenwald GrStNr: 69 Standort | Die mehr als 30 m hohe Buche steht neben einem Weg im Wald südöstlich von St. Martin. Der Name „Gitterbuche“ bezieht sich auf die reich verzweigte Krone. |        | 1940  |
| 1    | Datei hochladen | Linden beim Gnadenwalderhof                                                                       | ND_3_53 | Gnadenwald, Gnadenwald 7 KG: Gnadenwald Standort                        | Die Linden sind der Überrest des Parks des ehemaligen, inzwischen verfallenen Gasthauses Gnadenwalderhof. Vier Linden und eine Eschengruppe, die ursprünglich ebenfalls unter Schutz gestellt waren, sind abgestorben und entfernt worden. |        | 1947  |
| 1    | Datei hochladen | Brennersee                                                                                        | ND_3_18 | Gries am Brenner KG: Gries am Brenner Standort                          | Der Brennersee weist eine Länge von 450 m und eine Breite von 250 m auf, wobei er durch den Autobahnbau verkleinert wurde. Er liegt in 1310 m Seehöhe und weist eine maximale Tiefe von 11,5 m auf. Im See leben große Populationen von Bach- und Regenbogenforellen, an der Südwestseite befinden sich ausgedehnte Verlandungszonen. |        | 1930  |
| 1    | Datei hochladen | Feuchtbiotop Wirtsee westlich der Kirche von Grinzens                                             | ND_3_81 | Grinzens KG: Grinzens GrStNr: 203/2 Standort                            | Das rund 0,15 ha große Feuchtgebiet in einer Geländesenke ist von Wirtschaftswiesen umgeben. Es handelt sich um ein Kesselmoor, das vermutlich aus dem Rest eines Toteisloches hervorgegangen ist, in dem sich nach dem Abschmelzen ein mittlerweile verlandeter See gebildet hatte. Um kleine, periodisch gefüllte Wassersenken haben sich Verlandungszonen mit einem hohen Großseggenried und Übergängen zu einem kleinen Bruchwald mit Grauerlen, Grauweiden, Zitterpappeln, Birken und Traubenkirschen gebildet. Im Nordwesten schließt ein dichtes Weidengebüsch mit viel Totholz an. Der Unterwuchs zeigt eine große Artenvielfalt an Sträuchern und Hochstauden, die einen Lebensraum für verschiedene Tiere, darunter Libellen, Kröten und Frösche, Reptilien und Singvögel, bieten. |        | 1989  |
| 0 BW | Datei hochladen | Zirben auf der Grüblalpe                                                                          | ND_3_44 | Gschnitz KG: Gschnitz GrStNr: 464 Standort                              | Die rund 50 zum Teil sehr alten Zirben verteilen sich über eine Seehöhe zwischen 1800 und 1900 m oberhalb der Grübalpe im inneren Gschnitztal. |        | 1942  |
| 1    | Datei hochladen | Platane in Hall, an der Brucker Gasse                                                             | ND_3_89 | Hall in Tirol KG: Hall Standort                                         | |        | 2005  |
| 1    | Datei hochladen | Platane am Unteren Stadtplatz in Hall                                                             | ND_3_91 | Hall in Tirol KG: Hall Standort                                         | |        | 2007  |
| 1    | Datei hochladen | Lindenbaum                                                                                        | ND_3_51 | Hall in Tirol KG: Heiligkreuz I GrStNr: 3716/2 Standort                 | Die mächtige, ortsbildprägende Winterlinde steht an der Ecke Lindengassl/Scheidensteinstraße. |        | 1945  |
| 1    | Datei hochladen | Friedrichslinde beim Weiler Toblaten                                                              | ND_3_25 | Inzing KG: Inzing Standort                                              | Die Linde wurde der Überlieferung nach zur Erinnerung an Herzog Friedrich IV. gepflanzt, der 1416 auf der Flucht vor seinem Bruder in Toblaten übernachtet haben soll. Von der ursprünglich mächtigen Linde ist nur noch der morsche Stumpf mit jungen Trieben vorhanden. |        | 1933  |
| 1    | Datei hochladen | Schneeglöckchenbaum, Sträuchergruppe oberhalb von Toblaten beim Weiler Hof                        | ND_3_76 | Inzing KG: Inzing GrStNr: 1917 Standort                                 | Der Schneeglöckchenbaum wurde vor mehr als 100 Jahren von einem Missionar aus China mitgebracht und beim bestehenden Kreuz neben dem Weg gepflanzt. Die Aufnahme zeigt den Zustand des Gewächses im Juli (ohne Blüten). |        | 1986  |
| 1    | Datei hochladen | Eichen an der Melach, im Gebiet der Gemeinden Kematen und Unterperfuß                             | ND_3_72 | Kematen in Tirol, Unterperfuss Standort                                 | Das Naturdenkmal umfasst etwa 24 mächtige Stieleichen am Uferdamm entlang der Melach, die einen weithin sichtbaren Riegel quer zum Inntal bilden. Die zum Teil mehrere hundert Jahre alten Bäume sind vermutlich ein Rest der früher ausgedehnten Eichenbestände in den Auwäldern des Inntals. |        | 1981  |
| 1    | Datei hochladen | Seerosenweiher (Lanser Moor)                                                                      | ND_3_59 | Lans KG: Lans Standort                                                  | Das Lanser Moor ist ein Verlandungsmoor in einem Toteisloch, aus dem früher Torf gewonnen wurde. Der rund 80 × 110 m große und maximal 3 m tiefe Weiher ist von einem breiten Gürtel aus Schilf, Scheinzypergras-Segge und Rohrkolben umgeben. Die ufernahen Flachwasserbereiche sind mit Weißen Seerosen bestanden. Im Nordostteil befindet sich ein aus Moosen, Sumpffarn, Rundblättrigem Sonnentau, Schilf und Seggen bestehender ausgedehnter Schwingrasen. |        | 1950  |
| 0 BW | Datei hochladen | Toteisloch im Ortsteil Moos im südlichen Bereich von Leutasch                                     | ND_3_77 | Leutasch KG: Leutasch GrStNr: 2242/3, 2244 Standort                     | Das Toteisloch ist Teil einer ausgedehnten Moorlandschaft in einer seit vorgeschichtlicher Zeit landwirtschaftlich genutzten Umgebung am Fuß der Hohen Munde. Im Toteisloch befindet sich ein Verlandungsmoor, an seinem Rand steht eine Birkengruppe. |        | 1987  |
| 1    | Datei hochladen | Fünf Schwarzkiefern gegenüber dem Bahnhof                                                         | ND_3_41 | Matrei am Brenner Standort                                              | Die Schwarzkiefern befinden sich beim Parkplatz des Parkhotels und bilden einen Baumgürtel, zu dem auch zwei Fichten gehören. |        | 1942  |
| 0 BW | Datei hochladen | Schwarzkiefer                                                                                     | ND_3_84 | Mieders Standort                                                        | Die hohe Schwarzkiefer besitzt eine große, ausladende Krone und befindet sich im Privatgarten einer Villa nahe der Kirche. |        | 1991  |
| 1    | Datei hochladen | Ulme (1900)                                                                                       | ND_3_87 | Mutters KG: Mutters Standort                                            | |        | 2004  |
| 1    | Datei hochladen | Hirschlacke nahe der Bergstation der Muttereralmbahn, im Gebiet der Gemeinden Mutters und Natters | ND_3_69 | Mutters, Natters Standort                                               | Der rund 20 × 10 m große Weiher ist von dichtem Fichtenwald umgeben. Im westlichen Teil hat sich eine Verlandungszone mit Seggen, Binsen sowie Torfmoosen gebildet. |        | 1980  |
| 0 BW | Datei hochladen | Schirmföhre an der Straße zur Lungenheilanstalt                                                   | ND_3_60 | Natters KG: Natters Standort                                            | Die weithin sichtbare, gut erhaltene Schwarzkiefer steht auf einer kleinen Anhöhe am Ortsrand von Natters an der Abzweigung des Weges zum Natterer Boden. |        | 1963  |
| 1    | Datei hochladen | Grawawasserfall, gegenüber der Grawa-Alm                                                          | ND_3_67 | Neustift im Stubaital KG: Neustift GrStNr: 2393 Standort                | Der Wasserfall des Sulzaubaches stürzt über eine rund 80 m breite Felsenfläche in einem bewaldeten Steilhang. Der Wasserfall ist von der Straße zur Mutterbergalm aus gut zu sehen, erreichbar ist der Fuß des Wasserfalls über einen Steg von der Grawa-Alm. |        | 1979  |
| 1    | Datei hochladen | Mischbachwasserfall, beim Ortsteil Gasteig                                                        | ND_3_66 | Neustift im Stubaital KG: Neustift GrStNr: 2045/1 Standort              | Der Mischbachwasserfall ist der Abfluss des Mischbachferners unterhalb des Habichts. Der Wasserfall stürzt in einer steilen Rinne über mehrere Stufen ins Tal. |        | 1979  |
| 1    | Datei hochladen | Obernberger See                                                                                   | ND_3_26 | Obernberg am Brenner KG: Obernberg Standort                             | Beim Obernberger See handelt es sich eigentlich um zwei Seen, die bei hohem Wasserstand bei der Brücke zur Kapelle Unserer Lieben Frau am See miteinander verbunden sind. Der See ist von Fichtenblockwald umgeben und hat eine Fläche von rund 16,5 Hektar. Die mittlere Tiefe des vorderen Sees beträgt 13 m, die des hinteren Sees 15 m. Der See ist unter anderem von Forellen, Saiblingen und Elritzen besiedelt. |        | 1935  |
| 0 BW | Datei hochladen | Vier Fichtenbäume im Gebiet Rossboden                                                             | ND_3_83 | Patsch KG: Patsch Standort                                              | Von den ursprünglich vier Fichten am Waldrand oberhalb von Patsch sind noch drei als Naturdenkmal ausgewiesen. |        | 1991  |
| 1    | Datei hochladen | Lindenhain unterhalb der Burg Hörtenberg                                                          | ND_3_47 | Pfaffenhofen KG: Pfaffenhofen Standort                                  | Vom früher ausgedehnten Lindenhain entlang der Straße zur Burg Hörtenberg stehen noch einige alte Linden. Einige wurden durch Neupflanzungen ersetzt. |        | 1943  |
| 1    | Datei hochladen | Prachtzirbe unterhalb der Neunerspitze                                                            | ND_3_02 | Rinn KG: Rinn GrStNr: 1178 Standort                                     | Es ist unklar, ob die 1926 zum Naturdenkmal erklärte Zirbe noch existiert, jedoch finden sich auf dem Gelände mehrere mehrhundertjährige Zirben. Eine davon hat ein Alter von rund 750 Jahren. |        | 1926  |
| 0 BW | Datei hochladen | Zwei Ahornbäume                                                                                   | ND_3_88 | Rinn KG: Rinn Standort                                                  | |        | 2004  |
| 1    | Datei hochladen | Feuchtgebiet Rinner Lacke                                                                         | ND_3_71 | Rinn KG: Rinn Standort                                                  | Die Rinner Lacke im Wald südlich von Judenstein ist ein zu- und abflussloses Versumpfungsmoor, das vermutlich aus einem Toteisloch entstanden ist. Der Tümpel ist von einem Seggengürtel aus Blasensegge und Schnabelsegge, sowie Igelkolben und Schwarzerlen umgeben. |        | 1981  |
| 0 BW | Datei hochladen | Spitzahorn                                                                                        | ND_3_70 | Rinn KG: Rinn Standort                                                  | Der rund 100 Jahre alte Spitzahorn steht auf einer Rasenfläche neben der Kirche unterhalb des alten Gasthauses Neuwirth. |        | 1981  |
| 1    | Datei hochladen | Erdpyramiden am Kleinburgstall                                                                    | ND_3_73 | Schönberg im Stubaital KG: Schönberg GrStNr: 599 Standort               | An der Brennerstraße nördlich der Europabrücke stehen in einem Steilhang mehrere Erdpyramiden, die sich im Moränenschotter gebildet haben. |        | 1982  |
| 1    | Datei hochladen | Seefelder Wildsee                                                                                 | ND_3_01 | Seefeld in Tirol KG: Seefeld Standort                                   | Der 6,1 ha große See wurde früher für die Fischzucht und heute als Badesee genutzt. Er wird im Osten von kleineren Schilf- und Seggenbeständen, am Westufer von Mischwald begrenzt. Südlich des Sees breitet sich das unter Naturschutz stehende Reither Moor aus, ein aus der Verlandung des Wildsees hervorgegangenes, mit Latschen durchsetztes Hochmoor. |        | 1926  |
| 1    | Datei hochladen | Fotscher Bach                                                                                     | ND_3_74 | Sellrain KG: Sellrain Standort                                          | Der Fotscher Bach ist ebenso wie seine Seitenbäche und einem fünf Meter breiten Geländestreifen entlang der Ufer als Naturdenkmal ausgewiesen. Teilweise bestehen Flussmäander und ausgedehnte Moore, wobei das Tal des Fotscher Baches durch verschiedene Vegetationseinheiten von montanem Schluchtwald bis in die alpine Stufe führt. |        | 1983  |
| 1    | Datei hochladen | Prachtzirbe oberhalb der Seigesalpe                                                               | ND_3_08 | Sellrain KG: Sellrain Standort                                          | Die Zirbe befindet sich oberhalb der Seigesalpe über der geschlossenen Waldgrenze. |        | 1928  |
| 0 BW | Datei hochladen | Zirbe im Längental, Gemeinde St. Sigmund i. S.                                                    | ND_3_37 | St. Sigmund im Sellrain KG: St. Sigmund GrStNr: 515 Standort            | |        | 1941  |
| 0 BW | Datei hochladen | Kalkquellflur im Wassertal                                                                        | ND_3_93 | Telfs KG: Telfs Standort                                                | Die kalkreiche Quellflur besteht aus einem Kalkmoor, einem Kopfbinsen-Hangmoor und einem Sanddorn-Weidengebüsch und ist von einem Erica-Juniperus-Föhrenwald umgeben. Das Feuchtgebiet bietet einen Lebensraum für Glazialrelikte wie Sumpf-Herzblatt, Rundblättriger Sonnentau, Gemeines Fettkraut, Mehlprimel und Gewöhnliche Simsenlilie sowie zahlreiche geschützte und seltene Pflanzenarten wie Sumpf-Dreizack, Schwarzes Kopfried oder diverse Weiden. |        | 2008  |
| 0 BW | Datei hochladen | Rostbraune Alpenrose am Möserer See                                                               | ND_3_46 | Telfs KG: Telfs Standort                                                | An der Südseite des Möserer Sees findet sich eine kleine Gruppe der Rostbraunen Alpenrose, die früher einen 50 m breiten Streifen rund um den See bedeckte. |        | 1942  |
| 0 BW | Datei hochladen | Bergahorne beim Hoiselerhof in Buchen                                                             | ND_3_79 | Telfs KG: Telfs GrStNr: 4189 ua. Standort                               | Die beiden markanten, über 20 m hohen Bergahorne sind über 250 Jahre alt. |        | 1989  |
| 0 BW | Datei hochladen | Esche bei Gasthof Buchen                                                                          | ND_3_68 | Telfs, Buchen 6 KG: Telfs Standort                                      | Die Esche neben dem Gasthaus ist mehrere Jahrhunderte alt. Nachdem sie schon nahe am Absterben war, treibt sie nach mehreren Pflegemaßnahmen am hohlen Stamm wieder aus. |        | 1980  |
| 1    | Datei hochladen | Buche auf der Pflegermahd bei der Eggerhütte                                                      | ND_3_62 | Thaur KG: Thaur I GrStNr: 3583 Standort                                 | Die rund 200 Jahre alte, weithin sichtbare Buche steht auf rund 1300 m ü. A. neben dem Steig zur Thaurer Alm bei der Eggerhütte am unteren Ende einer kleinen, steilen Hochmahd. Der Baum ist rund 20 m hoch und hat einen auffallend kurzen Stamm und eine weit ausladende Krone. Am Stamm wurde ein Marterl angenagelt, auf den Wurzeln ist ein Sitzbrett angebracht. |        | 1968  |
| 1    | Datei hochladen | Doppel-Schwarzföhre, an der Kehre Kaponsweg                                                       | ND_3_61 | Thaur, Kaponsweg 1, gegenüber KG: Thaur I Standort                      | Die auffallende, hohe Schwarzföhre steht am Rand des bebauten Gebietes zu den Thaurer Feldern. |        | 1968  |
| 1    | Datei hochladen | Krötenweiher südwestlich der Annakapelle                                                          | ND_3_57 | Trins KG: Trins GrStNr: 2147 Standort                                   | Der Krötenweiher hat sich in einem Toteisloch am Hang östlich von Schneeberg oberhalb des Gschnitzbaches entwickelt. Es handelt sich um ein Wiesenseggenmoor. |        | 1949  |
| 1    | Datei hochladen | Lärche am Wege von Trins zur Trunahütte                                                           | ND_3_07 | Trins KG: Trins GrStNr: 1837 Standort                                   | Die Wurzeln der sehr alten Lärche umwachsen einen großen Felsblock und sind in einer Felsspalte verankert. |        | 1928  |
| 0 BW | Datei hochladen | Lärche auf der Vorbergalm                                                                         | ND_3_36 | Volders KG: Großvolderberg GrStNr: 709 Standort                         | Die Lärche erhebt sich oberhalb der Vorbergalm am Rande der Almweide neben einem Brunnen. |        | 1941  |
| 1    | Datei hochladen | Pappelreihe beim Schloss Aschach                                                                  | ND_3_14 | Volders KG: Volders Standort                                            | Von der ehemals langen Pappelallee von der Hauptstraße zum Schloss Aschach sind nur noch zwei Pyramidenpappeln (Populus nigra) am Beginn des Weges vorhanden. |        | 1929  |
| 1    | Datei hochladen | Linde im Ort                                                                                      | ND_3_85 | Volders KG: Volders GrStNr: 210/3 Standort                              | Die rund 100 Jahre alte, mächtige Sommerlinde mit dicht belaubter großer Krone ist 21 m hoch, der Stamm hat etwa 1 m Durchmesser. Sie steht am Rande eines Gartens nördlich der Villa „Maria“ nahe der Brücke über den Voldertalbach. |        | 1997  |
| 1    | Datei hochladen | Zwei Eichen oberhalb des Fiegerhofes                                                              | ND_3_34 | Volders KG: Kleinvolderberg Standort                                    | Das Naturdenkmal umfasst eine mittelgroße Stieleiche mit verzweigtem Stamm auf der Wiese über dem Fiegerhof und eine weitere oberhalb am Rand des Hangwaldes. |        | 1940  |
| 1    | Datei hochladen | Zwei Linden am Hohlweg                                                                            | ND_3_33 | Volders KG: Kleinvolderberg Standort                                    | Zu beiden Seiten der Auffahrt zum Schloss Friedberg stehen zwei sehr große Sommerlinden, die zusammen mit vier riesigen Fichten (ND_3_11) und weiteren Bäumen einen schattigen Hohlweg bilden. |        | 1940  |
| 1    | Datei hochladen | Linde unterhalb des Schloss Friedberg                                                             | ND_3_35 | Volders KG: Kleinvolderberg Standort                                    | Eine Sommerlinde am Waldrand bei Schloss Friedberg |        | 1940  |
| 1    | Datei hochladen | Linde oberhalb des Fiegerhofes                                                                    | ND_3_30 | Volders KG: Kleinvolderberg GrStNr: 8 Standort                          | Am Hang oberhalb des Fiegerhofes bei Schloss Friedberg steht eine große, etwa 20 m hohe Sommerlinde mit dreifach verzweigtem Stamm. |        | 1940  |
| 1    | Datei hochladen | Zwei Buchen im Bereich Schloss Friedberg in Kleinvolderberg                                       | ND_3_92 | Volders KG: Kleinvolderberg Standort                                    | |        | 2008  |
| 1    | Datei hochladen | Eichen beim Josefinum                                                                             | ND_3_17 | Volders KG: Kleinvolderberg Standort                                    | Von den ursprünglich neun Stieleichen unterhalb des Ansitzes Hautzenheim (Josefinum) westlich des Servitenklosters sind noch sechs alte, um die 30 m hohe Bäume vorhanden. |        | 1930  |
| 1    | Datei hochladen | 18 Bäume in Volders (17 Stieleichen, 1 Sommerlinde)                                               | ND_3_90 | Volders KG: Volders, Kleinvolderberg Standort                           | |        | 2006  |
| 0 BW | Datei hochladen | Eiche in Kleinvolderberg                                                                          | ND_3_94 | Volders KG: Volders, Kleinvolderberg Standort                           | Die Stieleiche gehört zu den Relikten der Eichenwälder in Tirol. Sie hatte zum Zeitpunkt der Unterschutzstellung eine Höhe von rund 24 m und einen Durchmesser von rund 0,75 m. |        | 2019  |
| 1    | Datei hochladen | Linde am Blasiusberg                                                                              | ND_3_75 | Völs KG: Völs GrStNr: 728/2 Standort                                    | Die 20 m hohe und eher schmal gewachsene Winterlinde steht am Hang südlich unterhalb des ehemaligen Widums am Blasiusberg. |        | 1986  |
| 1    | Datei hochladen | Völser Gießen                                                                                     | ND_3_82 | Völs Standort                                                           | Der Völser Gießen fließt in mehreren Schlingen von Kematen bis Völs und mündet südlich von Kranebitten in den Inn. Im Mündungsbereich ist das Ufer dicht mit Mädesüß, Springkraut und anderen Hochstauden bewachsen und wird von einem lockeren Auwald mit alten Silberweiden und lichtem Unterwuchs umgeben. |        | 1990  |
| 0 BW | Datei hochladen | Manna-Eschen, an der Seefelder Bundesstraße unterhalb der Ruine Fragenstein                       | ND_3_63 | Zirl KG: Zirl Standort                                                  | Am Steilhang unterhalb der Ruine Fragenstein findet sich ein großer Bestand an jungen Manna-Eschen. Drei größere Bäume südlich der Seefelder Straße sind als Naturdenkmal ausgewiesen. |        | 1971  |

## Ehemalige Naturdenkmäler
| Foto |                 | Name                                                                                 | ID       | Standort                                      | Beschreibung | Fläche | Datum      |
| ---- | --------------- | ------------------------------------------------------------------------------------ | -------- | --------------------------------------------- | --- | ------ | ---------- |
| 1    | Datei hochladen | Weißtannen im Halltal                                                                | NDW_3_42 | Absam KG: Absam Standort                      | Die vier alten Tannen nahe dem Brunnen bei der dritten Ladhütte sind bereits sehr morsch und viele Äste sind abgebrochen. Die Entfernung der Bäume wurde beantragt, der Schutz bereits 1974 aufgehoben. Die Bäume stehen jedoch noch und stellen einen wichtigen Lebensraum für verschiedene Tierarten dar (etwa holzbohrende Insekten oder in Baumhöhlen brütende Vögel). |        | 1942       |
| 1    | Datei hochladen | Blutbuche                                                                            | NDW_3_78 | Hall in Tirol KG: Hall GrStNr: 165/5 Standort | Diese schöne Buche (Fagus sylvatica purpurea) stand in einem Garten neben einer Villa und war zwieselwüchsig mit weit ausladender Krone. |        | 11.12.1987 |
| 1    | Datei hochladen | Zirbenbaum im Ortsteil Kengelscheiben                                                | NDW_3_65 | Oberperfuss KG: Oberperfuß Standort           | Die groß gewachsene alte Zirbe neben einem Stadel hat eine Höhe von nahezu 20 m. Sie ist von weitem sichtbar. Bemerkenswert ist der Standort der Zirbe auf nur 840 m.Anmerkung: Auf Tiris auf dem aktuellen Orthofoto stehen zu beiden Seiten zwei Neubauten, Zirbe an der angegebenen Position nicht mehr vorhanden. |        | 31.01.1979 |
| 1    | Datei hochladen | Maulbeerbaum bei der Antoniuskapelle                                                 | NDW_3_64 | Thaur Standort                                | Der mächtige alte Maulbeerbaum stand neben der Antoniuskapelle. Die Erklärung zum Naturdenkmal wurde 2013 widerrufen. |        | 1978       |
| 0 BW | Datei hochladen | Bäume beim Schloss Friedberg in Kleinvolderberg: Vier Fichten am Hohlweg zum Schloss | NDW_3_11 | Volders Standort                              | Um das Schloss Friedberg stehen zahlreiche mächtige und alte Bäume, deren Unterschutzstellung als Naturdenkmal vom Besitzer des Schlosses und damaligen Landeskonservator Oswald Trapp angeregt wurde. Die Unterschutzstellung der vier Fichten zu beiden Seiten des Hohlweges zum Schloss wurde 1943 anlässlich eines nie durchgeführten Straßenbaues widerrufen. Die Bäume wurden jedoch nicht geschlägert und sind auch heute noch vorhanden. Es handelt sich um vier riesige alte Fichten, von denen drei (z. T. mit sehr alten Schildern) als Naturdenkmal ausgezeichnet sind. Eine hat einen fünffach verzweigten Stamm mit mehr als 2 m Durchmesser. |        | 1929       |

| Foto:                    | Fotografie des Naturdenkmals. Klicken des Fotos erzeugt eine vergrößerte Ansicht. Daneben finden sich zwei Symbole: \| Weitere Bilder vorhanden \| Das Symbol bedeutet, dass weitere Fotos des Objekts verfügbar sind. Durch Klicken des Symbols werden sie angezeigt. \| \| Eigenes Foto hochladen \| Durch Klicken des Symbols können weitere Fotos des Objekts in das Medienarchiv Wikimedia Commons hochgeladen werden. \| |
| Name:                    | Bezeichnung des Naturdenkmals laut offiziellen Quellen |
| ID                       | Identifikator |
| Standort:                | Es ist die Gemeinde und falls vorhanden die Adresse angegeben. Darunter sind die Katastralgemeinde (KG) und die Grundstücksnummer angeführt. Durch Aufruf des Links Standort wird die Lage des Denkmals in verschiedenen Kartenprojekten angezeigt. |
| Beschreibung             | Kurze Beschreibung des Naturdenkmals |
| Fläche                   | Fläche des Naturdenkmals in Hektar (ha) |
| Datum                    | Datum oder Jahr der Unterschutzstellung |
| Weitere Bilder vorhanden | Das Symbol bedeutet, dass weitere Fotos des Objekts verfügbar sind. Durch Klicken des Symbols werden sie angezeigt. |
| Eigenes Foto hochladen   | Durch Klicken des Symbols können weitere Fotos des Objekts in das Medienarchiv Wikimedia Commons hochgeladen werden. |